# Andreas Weigel (Politiker)
Andreas Weigel (* 24. Juni 1964 in Werdau) ist ein deutscher Politiker (SPD). Er war von 2002 bis 2009 Mitglied des Deutschen Bundestages.

## Leben

### Ausbildung und Beruf
Nach dem Besuch der Polytechnischen Oberschule (POS) in Werdau absolvierte Weigel von 1981 bis 1983 eine Lehre zum Drechsler und war anschließend in seinem erlernten Beruf in einer Drechslerei in Zwickau tätig. Von 1995 bis 1998 hat Weigel eine Ausbildung im Sozialmanagement an der Verwaltungsfachhochschule Meißen absolviert.

### Tätigkeit für die Johanniter
Im Jahr 1990 wechselte Weigel als Geschäftsführer zur Johanniter-Unfall-Hilfe Westsachsen. Von 1994 bis 1999 gehörte er dann dem geschäftsführenden Vorstand der Johanniter-Unfall-Hilfe Zwickau/Zwickauer Land und von 1999 bis 2002 dem geschäftsführenden Johanniter-Vorstand des Regionalverbandes Südwestsachsen an.
Von 2003 bis 2007 war Weigel ehrenamtliches Mitglied des Landesvorstandes der Johanniter-Unfall-Hilfe e.V. Landesverband Sachsen und anschließend bis 2010 Mitglied des Präsidiums der Johanniter-Unfall-Hilfe e.V.
Von Sommer 2010 bis September 2023 war Weigel hauptamtlicher Landesvorstand der Johanniter-Unfall-Hilfe e.V. Landesverband Sachsen-Anhalt/Thüringen. Weigel war außerdem Mitglied der Arbeitsrechtlichen Kommission der Johanniter (Tarifkommission).

### Partei
Weigel trat im Jahr 1994 in die SPD ein und war von 1999 bis 2007 Vorsitzender des SPD-Unterbezirks Aue-Zwickau. Von 1998 bis 2007 war er Mitglied im SPD-Landesvorstand von Sachsen. Am 10. Dezember 2006 wurde Weigel auf einem Parteitag der sächsischen SPD mit 53 % der Stimmen zum Generalsekretär der sächsischen SPD gewählt. Nach einer Verurteilung in erster Instanz wegen Betruges am 13. Dezember 2006 erklärte Weigel, er werde sein Amt als Generalsekretär der sächsischen SPD bis zum endgültigen Abschluss des Verfahrens ruhen lassen. Am 2. Mai 2007 trat Weigel, nach seiner rechtskräftigen Verurteilung wegen Fördermittelbetruges im Berufungsverfahren, vom Amt des sächsischen SPD-Generalsekretärs zurück. Er hatte 2002 in seiner damaligen Funktion als Vorstand bei den Johannitern unrichtige Angaben im Zusammenhang mit Lohnkostenzuschüssen der Bundesanstalt für Arbeit gemacht, wobei ein Schaden von knapp 10.000 Euro entstand. Seit Januar 2008 ist er Vorsitzender des neu gegründeten SPD-Kreisverbandes Zwickau.
Seit Dezember 2010 ist Weigel Vorsitzender des Arbeitskreises Christinnen und Christen der SPD Sachsen. Er ist zudem seit 2014 im Bundesvorstand des SPD Arbeitskreis Christen in der SPD (AKC).
Weigel gehört seit 2010 dem Forum Sicherheits- und Verteidigungspolitik beim SPD-Parteivorstand und der vom ehemaligen Staatssekretär Walter Kolbow geleiteten Kommission Sicherheit und Bundeswehr an.

### Abgeordneter
Weigel war von 2002 bis 2009 Mitglied des Deutschen Bundestages, gewählt über die Landesliste Sachsen. Er war unter anderem Mitglied im Ausschuss für Familie, Senioren Frauen und Jugend, dem Verteidigungsausschuss sowie dem Unterausschuss für Abrüstung und Rüstungskontrolle.  Seit 2002 gehörte Weigel auch der Parlamentarischen Versammlung der NATO an.
Gemeinsam mit dem damaligen Abgeordneten und späteren Verteidigungsminister Karl-Theodor zu Guttenberg engagierte Weigel sich in dieser Zeit für die Ächtung von Streumunition. Weigel vertrat die Bundesrepublik Deutschland gemeinsam mit Frank-Walter Steinmeier bei der Unterzeichnung der internationalen Vereinbarungen am 3. Dezember 2008 in Oslo.
Zur Bundestagswahl 2013 kandidierte Weigel erneut, jedoch erfolglos.

### Kommunalpolitik
Von 1990 bis 2008 gehörte Weigel dem Kreistag des Landkreises Zwickauer Land an. Außerdem war er ebenfalls seit 1990 Mitglied des Gemeinderates von Königswalde, das heute ein Ortsteil der Stadt Werdau ist. Von 1994 bis 2001 war Weigel ehrenamtlicher Bürgermeister bzw. Ortsvorsteher von Königswalde. Seit 2014 gehört Weigel dem Kreistag des Landkreises Zwickau an. Seit Juli 2014 ist er dort Vorsitzender der Fraktion SPD / Grüne.

### Kirchenämter
Weigel war unter anderem von 2008 bis 2014 Mitglied der Synode der Evangelisch-Lutherischen Landeskirche Sachsens und leitet dort den Sozial-Ethischen Ausschuss. Von 2009 bis 2015 gehörte Weigel außerdem der EKD-Synode als 1. Stellvertreter an. In der Zeit von 1996 bis 2008 war Weigel Vorsitzender des sächsischen Verbandes evangelischer Kindertagesstätten.

### Kontroverse um Verfassungsschutz-Mitarbeiter
Im März 2010 berichtete die Berliner Zeitung, dass ein wissenschaftlicher Mitarbeiter Weigels neben seiner Tätigkeit für Weigel in der Zeit von 2003 bis 2005 für den Berliner Verfassungsschutz gearbeitet habe. Der Mitarbeiter erwirkte den Abdruck einer Gegendarstellung, in der er die Behauptungen als falsch bezeichnete. Andere Zeitungen berichteten, dass der Mann tatsächlich sechs Monate ein Vertragsverhältnis mit dem Berliner Verfassungsschutz (Senatsverwaltung für Inneres des Landes Berlin Abteilung Verfassungsschutz) hatte und in einer Arbeitsgruppe zum Thema Rechtsextremismus mitwirkte. Weigel war diese Tätigkeit seines Referenten bekannt. Die Stelle bei der Berliner Innenbehörde war öffentlich ausgeschrieben worden.

### Familie
Andreas Weigel hat zwei Kinder. Sein Vater Hansjörg Weigel (1943–2020) war ein Bürgerrechtler und Pazifist.